# Pomacle

Pomacle este o comună în departamentul Marne, Franța. În 2009 avea o populație de 366 de locuitori.